# Y-CIM-Modell
Durch CIM sollen sämtliche operativen Informationssysteme eines Produktionsbetriebs miteinander verknüpft werden. Dabei steht insbesondere die Verbindung zwischen betriebswirtschaftlichen und technischen Systemen im Vordergrund. Das Y-CIM-Modell von August-Wilhelm Scheer zeigt die an der Integration beteiligten Komponenten beider Bereiche in anschaulicher Form.
Es stellt einen Zusammenhang zwischen CAx- und PPS-Systemen her.

## Features
Das Produktionsmodell von Scheer beschreibt einen Ordnungsrahmen mit den Dimensionen Phasen und Ziele. Es werden auf der Lenkungsebene die Integrationsziele Verknüpfung  und Zielausrichtung verfolgt. Das Leistungssystem ist in die Betrachtung nicht explizit einbezogen.

## Eigenschaften
- Das Y-CIM-Modell versucht Funktionen nach deren Ablauf darzustellen, Detaillierung bis auf Ebene Daten- und Funktionsmodell
- Beschränkung auf den Produktionsbetrieb, kein ganzheitliches Modell des Industriebetriebes
- Differenzierung zwischen technischen und betriebswirtschaftlichen Aufgaben